# مبروكة (اسم)
مبروكة اسم علم عربي مؤنث يدل على من فيه بركة وفائدة، ومبروكة هو على صيغة اسم المفعول، مذكره مبروك.

## أعلام
- مبروكة مبارك سياسية من تونس.
- مبروكة الشريف قائدة الحرس الخاص للزعيم الليبي الراحل معمر القذافي.

## مصدر
1. ↑  Alprogrammer. "معنى  اسم مبروكة  | قاموس الأسماء و المعاني". قاموس المعاني و الأسماء (بالإنجليزية). Archived from the original on 2017-12-10. Retrieved 2017-11-10.